# Man spricht deutsh
Man spricht deutsh ist eine satirische Filmkomödie aus dem Jahr 1988. Hauptdarsteller sind die Schauspieler und Kabarettisten Gerhard Polt und Gisela Schneeberger, in Nebenrollen sind unter anderem die Kabarettisten Dieter Hildebrandt und Werner Schneyder zu sehen.

## Handlung
Der Film handelt vom Urlaub der bayerischen Familie Löffler aus Ampermoching im fiktiven Ferienort Valcina Mare bei Terracina am Tyrrhenischen Meer. Sie möchte gerne ihren letzten Urlaubstag genießen, doch brütende Hitze, Lärm, verstopfte Toiletten, verschmutzte Strände und die Angst vor Autodieben machen ihr und auch der übrigen deutschen Strandkolonie das Leben schwer.
Die biederen Eltern Irmgard und Erwin und ihr verwöhnter, dicklicher Sohn Heinz-Rüdiger karikieren das Klischee des deutschen Touristen im Ausland: Sie mäkeln an den Sitten des Gastlandes herum und sind im Großen und Ganzen der Meinung, dass Italien doch ein schönes Land wäre, wenn da nicht die Italiener wären. Auch die „Poseidon-Platte“ im Restaurant „Schwarzwaldgrotte“ schmeckt nicht, obwohl sich die Kellner große Mühe geben, mit den Gästen deutsch zu sprechen, und sich auch hauptsächlich deutsche Gerichte auf der Speisekarte finden.
Die Schilderung des Tagesablaufs wird durch sechs dazwischengeschnittene Tagträume unterbrochen, in denen die kleinbürgerlichen Sehnsüchte und Ängste der Hauptfiguren aufs Korn genommen werden. Jeder dieser Tagträume beginnt mit einer realen Begebenheit und endet alptraumartig wiederum durch eine reale Begebenheit (z. B. durch ein entsprechendes Geräusch), die den Träumer bzw. die Träumerin plötzlich in die Wirklichkeit zurückholt:
- Erwin sieht der braungebrannten blonden Strandschönheit Fräulein Häberle beim Eincremen zu. Sie ersucht ihn, ihr dabei zu helfen, und bittet ihn dabei um ein nächtliches Rendezvous am Strand. Dort lockt sie ihn in einen fremden Garten. Erwin folgt zögernd und ängstlich; als er dann doch näher kommt, geht im Haus das Licht an und ein Mann mit einem Gewehr in der Hand tritt heraus, beginnt laut zu schimpfen und zu schießen.

- Irmgard hört ein Gespräch zwischen dem reichen Börsenspekulanten Friedhelm Eigenbrodt und Dr. Amöbius mit, der von seiner neuen Villa, der „Casa Eigenbrodt“, schwärmt und ihn auf einen Campari zu sich einlädt. Irmgard bezieht die Einladung auf sich und sie fahren in Eigenbrodts Cabrio zu dessen Anwesen. Dort angekommen, führt er sie durchs Haus und führt ihr dabei seine Alarmanlage „Camorra-Tracker“ vor, die immer öfter lautstark losheult.

- Einige Italiener spielen Frisbee. Die Scheibe trifft Erwin. Eine junge Italienerin holt sich das Spielzeug zurück und entschuldigt sich wortreich mit einem tiefen Blick in Erwins Augen. Er fährt mit ihr zu einem Luxushotel allerhöchster Kategorie, in dem die Nacht 600.000 Lire kostet. Im dazugehörigen Restaurant bestellt Erwin, der vor lauter Begeisterung über seine neue Bekannte, Violetta, ganz aus dem Häuschen ist, für sich und sie je einen Jägermeister und „Pizza mit allem“. Pizza gibt es jedoch in diesem „ristorante di categoria“ nicht, also ändert er die Bestellung in „Spaghetti mit Tomatensoße“ und „einen guten Rotwein, einen französischen“. Plötzlich erscheint Herr Dr. Wilms, um die Toilette aufzusuchen. Schließlich kommt noch Frau Endress und erkundigt sich nach Erwins Gattin und stört so das Idyll. Heftige Verdauungsgeräusche beenden den Traum.

- Irmgard werden von einem ambulanten Strandverkäufer ziemlich aufdringlich Strandkleider angeboten. Frau Endress findet eines der Kleider aber total schick und ermuntert Irmgard zum Kauf. Der Inhaber des Kiosks am Strand mischt sich ein. Er lädt sie zur Teilnahme an der Veranstaltung „Wahl der Miss Paradiso“ in ein vornehmes Strandhotel ein. Irmgard ist das erst sehr peinlich, sie sträubt sich, richtet sich dann doch entsprechend her und gewinnt die Wahl. In den Applaus für die Siegerin hinein beginnt die Jury plötzlich „Ausziehen, ausziehen, ausziehen!“ zu rufen. Irmgard möchte fliehen, doch die Italiener halten sie fest und beginnen ihr die Kleider vom Leib zu reißen.

- Irmgard beobachtet, wie ein Beiboot einer Jacht sich dem Strand nähert. Die Person darauf winkt, Irmgard winkt zurück und wird von einem Herrn von Bronstedt, der in ihr die „hinreißende Miss Paradiso“ erkennt, zu einer Rundfahrt eingeladen. Ein Gespräch über die Schönheit des Meeres und die Kultur der Italiener mündet in der Feststellung, dass „dieses begnadete Volk nicht in der Lage ist, mit Sauerteig umzugehen“, und sie dieses ewige Weißbrot schon gründlich satt hätten. Von Bronstedt verspricht Irmgard einen besonderen Genuss: Er ersucht sie, die Augen zu schließen, und lässt sie an einer „Fränkischen Hausmacher-Leberwurst“ riechen.

- Erwin und Irmgard streiten und beschuldigen sich gegenseitig, am Verlust des Autoschlüssels schuld zu sein. Beide sind völlig verzweifelt, da damit die pünktliche Heimkehr in Frage gestellt ist. Erwin geht zum Auto und sieht einen kleinen Jungen, der mit dem Schlüssel den Lack zerkratzt, ihm die Zunge zeigt und davonläuft. Er verfolgt den Jungen und muss bemerken, dass ein anderer Italiener in sein Auto steigt und davonfährt. Eine wilde Verfolgungsjagd durch die engen Gassen einer typischen italienischen Altstadt beginnt. Als er den Jungen schließlich erwischt, strömen Italiener aus den Häusern, gehen auf ihn los, entreißen ihm das schreiende Kind und auch einige Wertsachen. Erwin ruft nach der Polizei, diese erscheint und verlangt von ihm „passaporto documenti“. Er beteuert, von diesem Kind „bestohlen und total ausgeraubt“ worden zu sein: „Io Tedesco!“ Schließlich klicken bei Erwin die Handschellen. In der Realität fasst ihn der Strandbeobachter am Handgelenk und macht ihn auf den kleinen Jungen aufmerksam, der vor ihm steht und den Schlüssel gefunden hat.

Schließlich sind die Löfflers dann aber doch wieder so zufrieden und glücklich, dass sie festlegen, im nächsten Jahr wiederzukommen.

## Hintergründe
Man spricht deutsh wurde vom 18. Mai bis zum 6. Juli 1987 in Terracina gedreht. Die Uraufführung war am 18. Februar 1988. Mit mehr als 2,15 Millionen verkauften Kinokarten sicherte sich der Film in der Bundesrepublik Rang 8 in der Liste der erfolgreichsten Filme des Jahres 1988. Im deutschen Fernsehen konnte man den Film erstmals am 1. Mai 1991 im Ersten Fernsehprogramm der ARD sehen.

## Kritiken
- Das Lexikon des internationalen Films schreibt: „Eine groteske Aneinanderreihung derb-komischer bis makabrer Szenen aus dem Leben deutscher Pauschaltouristen; in Einzelheiten durchaus treffsicher, verschenkt der Film durch seinen Mangel an Verdichtung und Dramatisierung eine erhellende Auseinandersetzung mit touristischen Lebens- und Denkweisen.“[1]
- Die Filmbewertungsstelle Wiesbaden verlieh der Produktion das Prädikat wertvoll, mit der Begründung (Auszug): „Der Film lebt von seinen kleinen optischen und verbalen Bosheiten, von Aussprüchen, die wirklich „aus dem Leben gegriffen“ sind, in kabarettistischen Mündern allerdings einen Hintersinn erhalten, der zum Lachen reizt, das manchmal in der Kehle stecken bleibt. Ob er etwas „bewirkt“, d.h. im Bewusststein [sic] der Zuschauer, die schließlich auch Touristen sind, etwas verändert, ist allerdings zu bezweifeln.“[4]